# Vuelta a Colombia Femenina 2020
La 5.ª edición de la competición ciclista Vuelta a Colombia Femenina, se celebró en Colombia entre el 7 al 11 de noviembre de 2020 sobre un recorrido de 320,5 kilómetros dividido en 5 etapas, con inicio en la ciudad de Cómbita y final en la ciudad de Villa de Leyva.
La carrera fue ganada por la ciclista ecuatoriana Miryam Núñez, en segundo lugar la colombiana Lorena Colmenares, y en tercer lugar la también colombiana Lina Marcela Hernández.

## Equipos participantes
Tomaron parte en la carrera 23 equipos invitados por la organización de la categoría aficionado del país. Formando así un pelotón de 129 ciclistas de los que acabaron 111. Los equipos participantes fueron:
| Equipo nacional- Colombia Equipos femeninos de ciclismo amateur (22)- Avinal-Sistecredito-GW - Evolución Femenina Areandina - Merquimia-Proyecta Team - Colnago CM - Colombia Tierra de Atletas - Bettle Campionissimo - Boyacá Raza de Campeones - Equipo ciclista femenino amateur - Team Gempt - Clarus Proyecta - Super Giros-Alcaldía de Manizales - Bogotá IDRD-Fundación Gero - Liciclismo-Indervalle - San Mateo Procycling - Gran Pollo-Faro Eléctrico - Santurbike-Alcaldía de Matanza - Indenorte-IMRD Comfiorien - Freevia Ind Ciclismo-Liga - Liro Sport-Alcaldía La Vega - Fuerzas Armadas-Ejército Nacional - JB-Flowerpack-Pedalea - Sport GR |
| |

## Recorrido
La Vuelta a Colombia Femenina dispuso de cinco etapas rodando por algunos de los municipios tradicionales de los departamentos de Boyacá y Santander, donde la carrera fue dividida en una contrarreloj individual, dos etapas llanas, y dos etapas media montaña para un recorrido total de 320,5 kilómetros.
| Etapa     | Fecha     | Recorrido                | type                    | Distancia (km) | Ganador           | Líder             |
| --------- | --------- | ------------------------ | ----------------------- | -------------- | ----------------- | ----------------- |
| 1.ª etapa | 7 de nov  | Cómbita – Tibasosa       | etapa llana             | 51,2           | Lorena Colmenares | Lorena Colmenares |
| 2.ª etapa | 8 de nov  | Firavitoba – Pesca       | contrarreloj individual | 15,3           | Miryam Núñez      | Miryam Núñez      |
| 3.ª etapa | 9 de nov  | Sogamoso – Monguí        | etapa de media montaña  | 78,1           | Lorena Colmenares | Miryam Núñez      |
| 4.ª etapa | 10 de nov | Tunja – Vélez            | etapa escarpada         | 83,9           | Jennifer Ducuara  | Miryam Núñez      |
| 5.ª etapa | 11 de nov | Barbosa – Villa de Leyva | etapa de media montaña  | 92             | Lina Hernández    | Miryam Núñez      |

## Desarrollo de la carrera

### 1.ª etapa
| Cómbita - Tibasosa | etapa llana | (51,2 km) |

| \| Clasificación de la etapa \| Clasificación de la etapa \| Clasificación de la etapa \| Clasificación de la etapa \| Clasificación de la etapa \| \| Ciclista \| Ciclista \| Equipo \| Tiempo \| \| \| ------------------------- \| ------------------------- \| --------------------------- \| ------------------------- \| ------------------------- \| \| 0.ª \| Jennifer Ducuara \| Merquimia-Proyecta Team \| + 0 s \| \| \| 1.ª \| Lorena Colmenares \| Boyacá Raza de Campeones \| 1 h 12 min 12 s \| \| \| 2.ª \| Daniela Atehortua \| Colombia \| + 0 s \| \| \| 3.ª \| Jessica Parra \| Colombia \| + 0 s \| \| \| 4.ª \| Milena Salcedo \| Colombia Tierra de Atletas \| + 0 s \| \| \| 5.ª \| Milena Fagua \| Team Gempt \| + 0 s \| \| \| 7.ª \| Lina Hernández \| Colnago CM \| + 0 s \| \| \| 8.ª \| Miryam Núñez \| Liro Sport-Alcaldía La Vega \| + 0 s \| \| \| 9.ª \| Brenda Santoyo \| Avinal-Sistecredito-GW \| + 0 s \| \| \| 10.ª \| Juliana Flórez \| Avinal-Sistecredito-GW \| + 0 s \| \| |                   |                             |                 |
| |                   |                             |                 |
| |                   |                             |                 |
| Clasificación de la etapa |                   |                             |                 |
| Ciclista | Ciclista          | Equipo                      | Tiempo          |
| 0.ª | Jennifer Ducuara  | Merquimia-Proyecta Team     | + 0 s           |
| 1.ª | Lorena Colmenares | Boyacá Raza de Campeones    | 1 h 12 min 12 s |
| 2.ª | Daniela Atehortua | Colombia                    | + 0 s           |
| 3.ª | Jessica Parra     | Colombia                    | + 0 s           |
| 4.ª | Milena Salcedo    | Colombia Tierra de Atletas  | + 0 s           |
| 5.ª | Milena Fagua      | Team Gempt                  | + 0 s           |
| 7.ª | Lina Hernández    | Colnago CM                  | + 0 s           |
| 8.ª | Miryam Núñez      | Liro Sport-Alcaldía La Vega | + 0 s           |
| 9.ª | Brenda Santoyo    | Avinal-Sistecredito-GW      | + 0 s           |
| 10.ª | Juliana Flórez    | Avinal-Sistecredito-GW      | + 0 s           |

| \| Clasificación general \| Clasificación general \| Clasificación general \| Clasificación general \| Clasificación general \| \| Ciclista \| Ciclista \| Equipo \| Tiempo \| \| \| --------------------- \| --------------------- \| --------------------------- \| --------------------- \| --------------------- \| \| 1.ª \| Lorena Colmenares \| Boyacá Raza de Campeones \| 1 h 12 min 02 s \| \| \| 2.ª \| Daniela Atehortua \| Colombia \| + 4 s \| \| \| 3.ª \| Jessica Parra \| Colombia \| + 4 s \| \| \| 4.ª \| Milena Salcedo \| Colombia Tierra de Atletas \| + 6 s \| \| \| 5.ª \| Milena Fagua \| Team Gempt \| + 10 s \| \| \| 6.ª \| Jennifer Ducuara \| Merquimia-Proyecta Team \| + 10 s \| \| \| 7.ª \| Lina Hernández \| Colnago CM \| + 10 s \| \| \| 8.ª \| Miryam Núñez \| Liro Sport-Alcaldía La Vega \| + 10 s \| \| \| 9.ª \| Brenda Santoyo \| Avinal-Sistecredito-GW \| + 10 s \| \| \| 10.ª \| Juliana Flórez \| Avinal-Sistecredito-GW \| + 10 s \| \| |                   |                             |                 |
| |                   |                             |                 |
| |                   |                             |                 |
| Clasificación general |                   |                             |                 |
| Ciclista | Ciclista          | Equipo                      | Tiempo          |
| 1.ª | Lorena Colmenares | Boyacá Raza de Campeones    | 1 h 12 min 02 s |
| 2.ª | Daniela Atehortua | Colombia                    | + 4 s           |
| 3.ª | Jessica Parra     | Colombia                    | + 4 s           |
| 4.ª | Milena Salcedo    | Colombia Tierra de Atletas  | + 6 s           |
| 5.ª | Milena Fagua      | Team Gempt                  | + 10 s          |
| 6.ª | Jennifer Ducuara  | Merquimia-Proyecta Team     | + 10 s          |
| 7.ª | Lina Hernández    | Colnago CM                  | + 10 s          |
| 8.ª | Miryam Núñez      | Liro Sport-Alcaldía La Vega | + 10 s          |
| 9.ª | Brenda Santoyo    | Avinal-Sistecredito-GW      | + 10 s          |
| 10.ª | Juliana Flórez    | Avinal-Sistecredito-GW      | + 10 s          |

### 2.ª etapa
| Firavitoba - Pesca | contrarreloj individual | (15,3 km) |

| \| Clasificación de la etapa \| Clasificación de la etapa \| Clasificación de la etapa \| Clasificación de la etapa \| Clasificación de la etapa \| \| Ciclista \| Ciclista \| Equipo \| Tiempo \| \| \| ------------------------- \| ------------------------- \| ---------------------------- \| ------------------------- \| ------------------------- \| \| 1.ª \| Miryam Núñez \| Liro Sport-Alcaldía La Vega \| 24 min 59 s \| \| \| 2.ª \| Lina Hernández \| Colnago CM Team \| + 39 s \| \| \| 3.ª \| María Luisa Calle \| JB-Flowerpack-Pedalea \| + 41 s \| \| \| 4.ª \| Ana Cristina Sanabria \| Colombia Tierra de Atletas \| + 47 s \| \| \| 5.ª \| Lorena Colmenares \| Indeportes Boyacá Avanza-BRC \| + 53 s \| \| \| 6.ª \| Jeniffer Medellin \| Evolución Femenina Areandina \| + 1 min 03 s \| \| \| 7.ª \| Leidy López \| Boyacá Raza de Campeones \| + 1 min 07 s \| \| \| 8.ª \| Tatiana Dueñas \| Colnago CM Team \| + 1 min 11 s \| \| \| 9.ª \| Estefanía Herrera \| Colombia \| + 1 min 17 s \| \| \| 10.ª \| Serika Gulumá \| Boyacá Raza de Campeones \| + 1 min 17 s \| \| |                       |                              |              |
| |                       |                              |              |
| |                       |                              |              |
| Clasificación de la etapa |                       |                              |              |
| Ciclista | Ciclista              | Equipo                       | Tiempo       |
| 1.ª | Miryam Núñez          | Liro Sport-Alcaldía La Vega  | 24 min 59 s  |
| 2.ª | Lina Hernández        | Colnago CM Team              | + 39 s       |
| 3.ª | María Luisa Calle     | JB-Flowerpack-Pedalea        | + 41 s       |
| 4.ª | Ana Cristina Sanabria | Colombia Tierra de Atletas   | + 47 s       |
| 5.ª | Lorena Colmenares     | Indeportes Boyacá Avanza-BRC | + 53 s       |
| 6.ª | Jeniffer Medellin     | Evolución Femenina Areandina | + 1 min 03 s |
| 7.ª | Leidy López           | Boyacá Raza de Campeones     | + 1 min 07 s |
| 8.ª | Tatiana Dueñas        | Colnago CM Team              | + 1 min 11 s |
| 9.ª | Estefanía Herrera     | Colombia                     | + 1 min 17 s |
| 10.ª | Serika Gulumá         | Boyacá Raza de Campeones     | + 1 min 17 s |

| \| Clasificación general \| Clasificación general \| Clasificación general \| Clasificación general \| Clasificación general \| \| Ciclista \| Ciclista \| Equipo \| Tiempo \| \| \| --------------------- \| --------------------- \| ---------------------------- \| --------------------- \| --------------------- \| \| 1.ª \| Miryam Núñez \| Liro Sport-Alcaldía La Vega \| 1 h 37 min 11 s \| \| \| 2.ª \| Lina Hernández \| Colnago CM Team \| + 39 s \| \| \| 3.ª \| Lorena Colmenares \| Boyacá Raza de Campeones \| + 43 s \| \| \| 4.ª \| Ana Cristina Sanabria \| Colombia Tierra de Atletas \| + 1 min 04 s \| \| \| 5.ª \| Estefanía Herrera \| Colombia \| + 1 min 17 s \| \| \| 6.ª \| María Luisa Calle \| JB-Flowerpack-Pedalea \| + 1 min 18 s \| \| \| 7.ª \| Tatiana Dueñas \| Colnago CM Team \| + 1 min 28 s \| \| \| 8.ª \| Serika Gulumá \| Boyacá Raza de Campeones \| + 1 min 29 s \| \| \| 9.ª \| Jeniffer Medellin \| Evolución Femenina Areandina \| + 1 min 31 s \| \| \| 10.ª \| Leidy López \| Boyacá Raza de Campeones \| + 1 min 35 s \| \| |                       |                              |                 |
| |                       |                              |                 |
| |                       |                              |                 |
| Clasificación general |                       |                              |                 |
| Ciclista | Ciclista              | Equipo                       | Tiempo          |
| 1.ª | Miryam Núñez          | Liro Sport-Alcaldía La Vega  | 1 h 37 min 11 s |
| 2.ª | Lina Hernández        | Colnago CM Team              | + 39 s          |
| 3.ª | Lorena Colmenares     | Boyacá Raza de Campeones     | + 43 s          |
| 4.ª | Ana Cristina Sanabria | Colombia Tierra de Atletas   | + 1 min 04 s    |
| 5.ª | Estefanía Herrera     | Colombia                     | + 1 min 17 s    |
| 6.ª | María Luisa Calle     | JB-Flowerpack-Pedalea        | + 1 min 18 s    |
| 7.ª | Tatiana Dueñas        | Colnago CM Team              | + 1 min 28 s    |
| 8.ª | Serika Gulumá         | Boyacá Raza de Campeones     | + 1 min 29 s    |
| 9.ª | Jeniffer Medellin     | Evolución Femenina Areandina | + 1 min 31 s    |
| 10.ª | Leidy López           | Boyacá Raza de Campeones     | + 1 min 35 s    |

### 3.ª etapa
| Sogamoso - Monguí | etapa de media montaña | (78,1 km) |

| \| Clasificación de la etapa \| Clasificación de la etapa \| Clasificación de la etapa \| Clasificación de la etapa \| Clasificación de la etapa \| \| Ciclista \| Ciclista \| Equipo \| Tiempo \| \| \| ------------------------- \| ------------------------- \| ---------------------------- \| ------------------------- \| ------------------------- \| \| 1.ª \| Lorena Colmenares \| Boyacá Raza de Campeones \| 2 h 01 min 48 s \| \| \| 2.ª \| Miryam Núñez \| Liro Sport-Alcaldía La Vega \| + 14 s \| \| \| 3.ª \| Natalia Pardo \| Colombia Tierra de Atletas \| + 27 s \| \| \| 4.ª \| Milena Fagua \| Team Gempt \| + 36 s \| \| \| 5.ª \| Camila Valbuena \| Colombia Tierra de Atletas \| + 41 s \| \| \| 6.ª \| Jeniffer Medellin \| Evolución Femenina Areandina \| + 1 min 07 s \| \| \| 7.ª \| Jessica Parra \| Colombia \| + 1 min 14 s \| \| \| 8.ª \| Lina Hernández \| Colnago CM Team \| + 1 min 14 s \| \| \| 9.ª \| Zulay Camacho \| Bogotá IDRD-Fundación Gero \| + 1 min 20 s \| \| \| 10.ª \| Leidy Paola Torres \| Merquimia-Proyecta Team \| + 1 min 20 s \| \| |                    |                              |                 |
| |                    |                              |                 |
| |                    |                              |                 |
| Clasificación de la etapa |                    |                              |                 |
| Ciclista | Ciclista           | Equipo                       | Tiempo          |
| 1.ª | Lorena Colmenares  | Boyacá Raza de Campeones     | 2 h 01 min 48 s |
| 2.ª | Miryam Núñez       | Liro Sport-Alcaldía La Vega  | + 14 s          |
| 3.ª | Natalia Pardo      | Colombia Tierra de Atletas   | + 27 s          |
| 4.ª | Milena Fagua       | Team Gempt                   | + 36 s          |
| 5.ª | Camila Valbuena    | Colombia Tierra de Atletas   | + 41 s          |
| 6.ª | Jeniffer Medellin  | Evolución Femenina Areandina | + 1 min 07 s    |
| 7.ª | Jessica Parra      | Colombia                     | + 1 min 14 s    |
| 8.ª | Lina Hernández     | Colnago CM Team              | + 1 min 14 s    |
| 9.ª | Zulay Camacho      | Bogotá IDRD-Fundación Gero   | + 1 min 20 s    |
| 10.ª | Leidy Paola Torres | Merquimia-Proyecta Team      | + 1 min 20 s    |

| \| Clasificación general \| Clasificación general \| Clasificación general \| Clasificación general \| Clasificación general \| \| Ciclista \| Ciclista \| Equipo \| Tiempo \| \| \| --------------------- \| --------------------- \| ---------------------------- \| --------------------- \| --------------------- \| \| 1.ª \| Miryam Núñez \| Liro Sport-Alcaldía La Vega \| 3 h 39 min 07 s \| \| \| 2.ª \| Lorena Colmenares \| Boyacá Raza de Campeones \| + 25 s \| \| \| 3.ª \| Lina Hernández \| Colnago CM Team \| + 1 min 45 s \| \| \| 4.ª \| Camila Valbuena \| Colombia Tierra de Atletas \| + 2 min 17 s \| \| \| 5.ª \| Milena Fagua \| Team Gempt \| + 2 min 21 s \| \| \| 6.ª \| Natalia Pardo \| Colombia Tierra de Atletas \| + 2 min 27 s \| \| \| 7.ª \| Jeniffer Medellin \| Evolución Femenina Areandina \| + 2 min 30 s \| \| \| 8.ª \| Ana Cristina Sanabria \| Colombia Tierra de Atletas \| + 3 min 11 s \| \| \| 9.ª \| Jessica Parra \| Colombia \| + 3 min 12 s \| \| \| 10.ª \| Leidy Paola Torres \| Merquimia-Proyecta Team \| + 3 min 22 s \| \| |                       |                              |                 |
| |                       |                              |                 |
| |                       |                              |                 |
| Clasificación general |                       |                              |                 |
| Ciclista | Ciclista              | Equipo                       | Tiempo          |
| 1.ª | Miryam Núñez          | Liro Sport-Alcaldía La Vega  | 3 h 39 min 07 s |
| 2.ª | Lorena Colmenares     | Boyacá Raza de Campeones     | + 25 s          |
| 3.ª | Lina Hernández        | Colnago CM Team              | + 1 min 45 s    |
| 4.ª | Camila Valbuena       | Colombia Tierra de Atletas   | + 2 min 17 s    |
| 5.ª | Milena Fagua          | Team Gempt                   | + 2 min 21 s    |
| 6.ª | Natalia Pardo         | Colombia Tierra de Atletas   | + 2 min 27 s    |
| 7.ª | Jeniffer Medellin     | Evolución Femenina Areandina | + 2 min 30 s    |
| 8.ª | Ana Cristina Sanabria | Colombia Tierra de Atletas   | + 3 min 11 s    |
| 9.ª | Jessica Parra         | Colombia                     | + 3 min 12 s    |
| 10.ª | Leidy Paola Torres    | Merquimia-Proyecta Team      | + 3 min 22 s    |

### 4.ª etapa
| Tunja - Vélez | etapa escarpada | (83,9 km) |

| \| Clasificación de la etapa \| Clasificación de la etapa \| Clasificación de la etapa \| Clasificación de la etapa \| Clasificación de la etapa \| \| Ciclista \| Ciclista \| Equipo \| Tiempo \| \| \| ------------------------- \| ------------------------- \| ---------------------------- \| ------------------------- \| ------------------------- \| \| 1.ª \| Jennifer Ducuara \| Merquimia-Proyecta Team \| 2 h 17 min 59 s \| \| \| 2.ª \| Jeniffer Medellin \| Evolución Femenina Areandina \| + 7 s \| \| \| 3.ª \| Natalia Pardo \| Colombia Tierra de Atletas \| + 8 s \| \| \| 4.ª \| Estefanía Herrera \| Colombia \| + 8 s \| \| \| 5.ª \| Diana Pinilla \| Boyacá Raza de Campeones \| + 18 s \| \| \| 6.ª \| Serika Gulumá \| Boyacá Raza de Campeones \| + 28 s \| \| \| 7.ª \| Lorena Colmenares \| Boyacá Raza de Campeones \| + 28 s \| \| \| 8.ª \| Miryam Núñez \| Liro Sport-Alcaldía La Vega \| + 28 s \| \| \| 9.ª \| Zulay Camacho \| Bogotá IDRD-Fundación Gero \| + 37 s \| \| \| 10.ª \| Milena Fagua \| Team Gempt \| + 39 s \| \| |                   |                              |                 |
| |                   |                              |                 |
| |                   |                              |                 |
| Clasificación de la etapa |                   |                              |                 |
| Ciclista | Ciclista          | Equipo                       | Tiempo          |
| 1.ª | Jennifer Ducuara  | Merquimia-Proyecta Team      | 2 h 17 min 59 s |
| 2.ª | Jeniffer Medellin | Evolución Femenina Areandina | + 7 s           |
| 3.ª | Natalia Pardo     | Colombia Tierra de Atletas   | + 8 s           |
| 4.ª | Estefanía Herrera | Colombia                     | + 8 s           |
| 5.ª | Diana Pinilla     | Boyacá Raza de Campeones     | + 18 s          |
| 6.ª | Serika Gulumá     | Boyacá Raza de Campeones     | + 28 s          |
| 7.ª | Lorena Colmenares | Boyacá Raza de Campeones     | + 28 s          |
| 8.ª | Miryam Núñez      | Liro Sport-Alcaldía La Vega  | + 28 s          |
| 9.ª | Zulay Camacho     | Bogotá IDRD-Fundación Gero   | + 37 s          |
| 10.ª | Milena Fagua      | Team Gempt                   | + 39 s          |

| \| Clasificación general \| Clasificación general \| Clasificación general \| Clasificación general \| Clasificación general \| \| Ciclista \| Ciclista \| Equipo \| Tiempo \| \| \| --------------------- \| --------------------- \| ---------------------------- \| --------------------- \| --------------------- \| \| 1.ª \| Miryam Núñez \| Liro Sport-Alcaldía La Vega \| 5 h 57 min 34 s \| \| \| 2.ª \| Lorena Colmenares \| Indeportes Boyacá Avanza-BRC \| + 25 s \| \| \| 3.ª \| Lina Hernández \| Colnago CM Team \| + 1 min 56 s \| \| \| 4.ª \| Jeniffer Medellin \| Evolución Femenina Areandina \| + 2 min 02 s \| \| \| 5.ª \| Natalia Pardo \| Colombia Tierra de Atletas \| + 2 min 03 s \| \| \| 6.ª \| Milena Fagua \| Team Gempt \| + 2 min 32 s \| \| \| 7.ª \| Jessica Parra \| Colombia \| + 3 min 27 s \| \| \| 8.ª \| Serika Gulumá \| Boyacá Raza de Campeones \| + 3 min 30 s \| \| \| 9.ª \| Ana Cristina Sanabria \| Colombia Tierra de Atletas \| + 3 min 36 s \| \| \| 10.ª \| Jennifer Ducuara \| Merquimia-Proyecta Team \| + 3 min 45 s \| \| |                       |                              |                 |
| |                       |                              |                 |
| |                       |                              |                 |
| Clasificación general |                       |                              |                 |
| Ciclista | Ciclista              | Equipo                       | Tiempo          |
| 1.ª | Miryam Núñez          | Liro Sport-Alcaldía La Vega  | 5 h 57 min 34 s |
| 2.ª | Lorena Colmenares     | Indeportes Boyacá Avanza-BRC | + 25 s          |
| 3.ª | Lina Hernández        | Colnago CM Team              | + 1 min 56 s    |
| 4.ª | Jeniffer Medellin     | Evolución Femenina Areandina | + 2 min 02 s    |
| 5.ª | Natalia Pardo         | Colombia Tierra de Atletas   | + 2 min 03 s    |
| 6.ª | Milena Fagua          | Team Gempt                   | + 2 min 32 s    |
| 7.ª | Jessica Parra         | Colombia                     | + 3 min 27 s    |
| 8.ª | Serika Gulumá         | Boyacá Raza de Campeones     | + 3 min 30 s    |
| 9.ª | Ana Cristina Sanabria | Colombia Tierra de Atletas   | + 3 min 36 s    |
| 10.ª | Jennifer Ducuara      | Merquimia-Proyecta Team      | + 3 min 45 s    |

### 5.ª etapa
| Barbosa - Villa de Leyva | etapa de media montaña | (92 km) |

| \| Clasificación de la etapa \| Clasificación de la etapa \| Clasificación de la etapa \| Clasificación de la etapa \| Clasificación de la etapa \| \| Ciclista \| Ciclista \| Equipo \| Tiempo \| \| \| ------------------------- \| ------------------------- \| ---------------------------- \| ------------------------- \| ------------------------- \| \| 1.ª \| Lina Hernández \| Colnago CM Team \| 2 h 48 min 39 s \| \| \| 2.ª \| Lorena Colmenares \| Boyacá Raza de Campeones \| + 0 s \| \| \| 3.ª \| Jennifer Ducuara \| Merquimia-Proyecta Team \| + 0 s \| \| \| 4.ª \| Natalia Franco \| Colombia \| + 0 s \| \| \| 5.ª \| Jeniffer Medellin \| Evolución Femenina Areandina \| + 0 s \| \| \| 6.ª \| Miryam Núñez \| Liro Sport-Alcaldía La Vega \| + 0 s \| \| \| 7.ª \| Brenda Santoyo \| Avinal-Sistecredito-GW \| + 0 s \| \| \| 8.ª \| Estefanía Herrera \| Colombia \| + 0 s \| \| \| 9.ª \| Natalia Pardo \| Colombia Tierra de Atletas \| + 0 s \| \| \| 10.ª \| Milena Fagua \| Team Gempt \| + 0 s \| \| |                   |                              |                 |
| |                   |                              |                 |
| |                   |                              |                 |
| Clasificación de la etapa |                   |                              |                 |
| Ciclista | Ciclista          | Equipo                       | Tiempo          |
| 1.ª | Lina Hernández    | Colnago CM Team              | 2 h 48 min 39 s |
| 2.ª | Lorena Colmenares | Boyacá Raza de Campeones     | + 0 s           |
| 3.ª | Jennifer Ducuara  | Merquimia-Proyecta Team      | + 0 s           |
| 4.ª | Natalia Franco    | Colombia                     | + 0 s           |
| 5.ª | Jeniffer Medellin | Evolución Femenina Areandina | + 0 s           |
| 6.ª | Miryam Núñez      | Liro Sport-Alcaldía La Vega  | + 0 s           |
| 7.ª | Brenda Santoyo    | Avinal-Sistecredito-GW       | + 0 s           |
| 8.ª | Estefanía Herrera | Colombia                     | + 0 s           |
| 9.ª | Natalia Pardo     | Colombia Tierra de Atletas   | + 0 s           |
| 10.ª | Milena Fagua      | Team Gempt                   | + 0 s           |

## Clasificaciones finales
- Las clasificaciones finalizaron de la siguiente forma:[4]

### Clasificación general
| \| Clasificación general \| Clasificación general \| Clasificación general \| Clasificación general \| Clasificación general \| \| Ciclista \| Ciclista \| Equipo \| Tiempo \| \| \| --------------------- \| --------------------- \| ---------------------------- \| --------------------- \| --------------------- \| \| 1.ª \| Miryam Núñez \| Liro Sport-Alcaldía La Vega \| 8 h 46 min 12 s \| \| \| 2.ª \| Lorena Colmenares \| Boyacá Raza de Campeones \| + 18 s \| \| \| 3.ª \| Lina Hernández \| Colnago CM Team \| + 1 min 41 s \| \| \| 4.ª \| Natalia Pardo \| Colombia Tierra de Atletas \| + 2 min 02 s \| \| \| 5.ª \| Jeniffer Medellin \| Evolución Femenina Areandina \| + 2 min 03 s \| \| \| 6.ª \| Milena Fagua \| Team Gempt \| + 2 min 33 s \| \| \| 7.ª \| Jennifer Ducuara \| Merquimia-Proyecta Team \| + 3 min 42 s \| \| \| 8.ª \| Estefanía Herrera \| Colombia \| + 4 min 29 s \| \| \| 9.ª \| Jessica Parra \| Colombia \| + 5 min 10 s \| \| \| 10.ª \| Ana Cristina Sanabria \| Colombia Tierra de Atletas \| + 5 min 12 s \| \| |                       |                              |                 |
| |                       |                              |                 |
| |                       |                              |                 |
| Clasificación general |                       |                              |                 |
| Ciclista | Ciclista              | Equipo                       | Tiempo          |
| 1.ª | Miryam Núñez          | Liro Sport-Alcaldía La Vega  | 8 h 46 min 12 s |
| 2.ª | Lorena Colmenares     | Boyacá Raza de Campeones     | + 18 s          |
| 3.ª | Lina Hernández        | Colnago CM Team              | + 1 min 41 s    |
| 4.ª | Natalia Pardo         | Colombia Tierra de Atletas   | + 2 min 02 s    |
| 5.ª | Jeniffer Medellin     | Evolución Femenina Areandina | + 2 min 03 s    |
| 6.ª | Milena Fagua          | Team Gempt                   | + 2 min 33 s    |
| 7.ª | Jennifer Ducuara      | Merquimia-Proyecta Team      | + 3 min 42 s    |
| 8.ª | Estefanía Herrera     | Colombia                     | + 4 min 29 s    |
| 9.ª | Jessica Parra         | Colombia                     | + 5 min 10 s    |
| 10.ª | Ana Cristina Sanabria | Colombia Tierra de Atletas   | + 5 min 12 s    |

### Clasificación de la montaña
| Clasificación de la montaña | Clasificación de la montaña | Clasificación de la montaña  | Clasificación de la montaña | Clasificación de la montaña |
| Ciclista                    | Ciclista                    | Equipo                       | Puntos                      |                             |
| --------------------------- | --------------------------- | ---------------------------- | --------------------------- | --------------------------- |
| 1.ª                         | Natalia Pardo               | Colombia Tierra de Atletas   | 28 pts                      |                             |
| 2.ª                         | Lorena Colmenares           | Boyacá Raza de Campeones     | 22 pts                      |                             |
| 3.ª                         | Miryam Núñez                | Liro Sport-Alcaldía La Vega  | 19 pts                      |                             |
| 4.ª                         | Jeniffer Medellin           | Evolución Femenina Areandina | 12 pts                      |                             |
| 5.ª                         | Milena Fagua                | Team Gempt                   | 11 pts                      |                             |
| 6.ª                         | Jennifer Ducuara            | Merquimia-Proyecta Team      | 10 pts                      |                             |
| 7.ª                         | Diana Pinilla               | Boyacá Raza de Campeones     | 4 pts                       |                             |
| 8.ª                         | Estefanía Herrera           | Colombia                     | 3 pts                       |                             |
| 9.ª                         | Jessenia Meneses Gonzales   | Colombia Tierra de Atletas   | 2 pts                       |                             |
| 10.ª                        | Natalia Franco              | Colombia                     | 2 pts                       |                             |

### Clasificación por puntos
| Clasificación por puntos | Clasificación por puntos | Clasificación por puntos     | Clasificación por puntos | Clasificación por puntos |
| Ciclista                 | Ciclista                 | Equipo                       | Puntos                   |                          |
| ------------------------ | ------------------------ | ---------------------------- | ------------------------ | ------------------------ |
| 1.ª                      | Lorena Colmenares        | Boyacá Raza de Campeones     | 56 pts                   |                          |
| 2.ª                      | Lina Hernández           | Colnago CM Team              | 40 pts                   |                          |
| 3.ª                      | Miryam Núñez             | Liro Sport-Alcaldía La Vega  | 37 pts                   |                          |
| 4.ª                      | Jeniffer Medellin        | Evolución Femenina Areandina | 33 pts                   |                          |
| 5.ª                      | Jennifer Ducuara         | Merquimia-Proyecta Team      | 31 pts                   |                          |
| 6.ª                      | Natalia Pardo            | Colombia Tierra de Atletas   | 25 pts                   |                          |
| 7.ª                      | Milena Salcedo           | Colombia Tierra de Atletas   | 21 pts                   |                          |
| 8.ª                      | Milena Fagua             | Team Gempt                   | 19 pts                   |                          |
| 9.ª                      | Estefanía Herrera        | Colombia                     | 18 pts                   |                          |
| 10.ª                     | Jessica Parra            | Colombia                     | 16 pts                   |                          |

### Clasificación de las metas volantes
| Clasificación de las metas volantes | Clasificación de las metas volantes | Clasificación de las metas volantes | Clasificación de las metas volantes | Clasificación de las metas volantes |
| Ciclista                            | Ciclista                            | Equipo                              | Puntos                              |                                     |
| ----------------------------------- | ----------------------------------- | ----------------------------------- | ----------------------------------- | ----------------------------------- |
| 1.ª                                 | Milena Salcedo                      | Colombia Tierra de Atletas          | 13 pts                              |                                     |
| 2.ª                                 | Katherine Montoya                   | Colnago CM Team                     | 11 pts                              |                                     |
| 3.ª                                 | Lina Hernández                      | Colnago CM Team                     | 6 pts                               |                                     |
| 4.ª                                 | Elizabeth Castaño                   | Colombia                            | 5 pts                               |                                     |
| 5.ª                                 | Tatiana Orjuela                     | Evolución Femenina Areandina        | 4 pts                               |                                     |
| 6.ª                                 | Daniela Soler                       | Boyacá Raza de Campeones            | 3 pts                               |                                     |
| 7.ª                                 | Tatiana Dueñas                      | Colnago CM Team                     | 3 pts                               |                                     |
| 8.ª                                 | Diana Paola Sánchez                 | Clarus Proyecta                     | 3 pts                               |                                     |
| 9.ª                                 | Lorena Colmenares                   | Boyacá Raza de Campeones            | 2 pts                               |                                     |
| 10.ª                                | Natalia Pardo                       | Colombia Tierra de Atletas          | 2 pts                               |                                     |

## Evolución de las clasificaciones
| Etapa                   | Vencedor                | Clasificación general | Clasificación de la montaña | Clasificación por puntos | Clasificación de las metas volantes | Clasificación por equipos           |
| ----------------------- | ----------------------- | --------------------- | --------------------------- | ------------------------ | ----------------------------------- | ----------------------------------- |
| 1.ª                     | Lorena Colmenares       | Lorena Colmenares     | Daniela Atehortua           | Lorena Colmenares        | Milena Salcedo                      | Colombia                            |
| 2.ª                     | Miryam Núñez            | Miryam Núñez          | Lina Hernández              | Lorena Colmenares        | Milena Salcedo                      | Colnago CM Team                     |
| 3.ª                     | Lorena Colmenares       | Miryam Núñez          | Lorena Colmenares           | Lorena Colmenares        | Milena Salcedo                      | Colombia Tierra de Atletas Femenino |
| 4.ª                     | Jennifer Ducuara        | Miryam Núñez          | Natalia Pardo               | Lorena Colmenares        | Milena Salcedo                      | Colombia Tierra de Atletas Femenino |
| 5.ª                     | Lina Hernández          | Miryam Núñez          | Natalia Pardo               | Lorena Colmenares        | Milena Salcedo                      | Colombia Tierra de Atletas Femenino |
| Clasificaciones finales | Clasificaciones finales | Miryam Núñez          | Natalia Pardo               | Lorena Colmenares        | Milena Salcedo                      | Colombia Tierra de Atletas Femenino |